# Селніца
Селніца (рум. Sălnița) — село у повіті Марамуреш в Румунії. Входить до складу комуни Віма-Міке.
Село розташоване на відстані 380 км на північний захід від Бухареста, 29 км на південь від Бая-Маре, 70 км на північ від Клуж-Напоки.

## Населення
За даними перепису населення 2002 року у селі проживали 286 осіб, усі — румуни. Усі жителі села рідною мовою назвали румунську.